# Affaire Rosseel et Vandenplas
L'affaire Rosseel et Vandenplas est une triple affaire de meurtre qui défraya la chronique en Belgique en 1848. Henriette Evenepoel et deux servantes sont tuées à coups de marteau puis égorgées. François Rosseel et Guillaume Vandenplas sont arrêtés et jugés. Ils sont condamnés à mort et guillotinés, porte de Hal, le 18 février 1848,

## Les meurtres
Dans la soirée du 2 septembre 1847, François Rosseel, dit bonnet rouge, sonne à la porte de madame Henriette Evenepoel pour lui régler, expliqua-t-il à la servante, des arriérés de loyers qu'il lui devait. Quelques minutes plus tard, un complice, Guillaume Vandenplas, dit « den shelen Bakker » (« le boulanger borgne »), se fait introduire à son tour. Les deux hommes tuent les deux servantes, Anne-Marie Smeets et Marie-Thérèse Dessain à coups de marteau. Ils s'en prennent ensuite à madame Evenepoel qu'ils frappent également avant de l'égorger,.
Corneille Morrens, le cocher du notaire Evenepoel, frère de la victime, rentre vers 21h30 pour prendre son repas dans cette grande demeure de la place Saint-Géry comme il en a l'habitude. Il s'apprête à s'annoncer quand il remarque que la porte d'entrée est ouverte. Il entre dans le vestibule et découvre aussitôt le corps d'une des servantes. Il prévient aussitôt la police qui ne tarde pas à constater le triple assassinat,.

## L'instruction

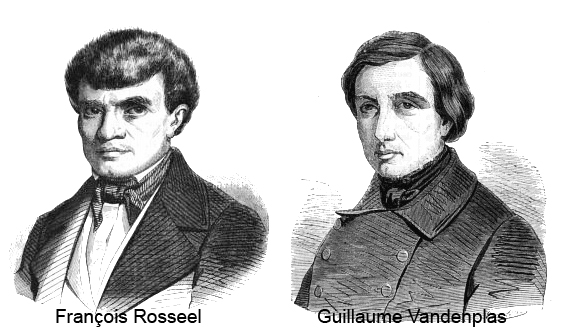

L'instruction, menée par le juge Louvat, s'annonce longue et difficile. Des rumeurs courent, on aurait arrêté le notaire Evenepoel. Il n'en est rien, ce dernier a même proposé une récompense de 3 000 francs belges à quiconque par son témoignage conduirait à l'arrestation des auteurs. La police sait en effet qu'ils étaient deux, les traces laissées dans le sang des victimes ont parlé. Les langues se délient, un certain Sylvestre explique avoir été approché par François Rosseel pour commettre un vol place Saint-Géry. Car c'est bien là le mobile du meurtre, le vol. Ce soir de février, 93 pièces de 10 florins des Pays-Bas, six montres, des bijoux ont été dérobés. On constate même que certaines bouteilles de vin ont disparu du cellier. Francois Rosseel est entendu, il passe aux aveux et incrimine son complice, Guillaume Vandenplas. Ils sont tous deux arrêtés le même jour, le 16 novembre 1847. Si Rosseel a avoué, Vandenplas continue sur son unique ligne de défense, il n'a rien à voir dans ces meurtres,.

## Le procès
Le procès débute le 8 février 1848. Vandenplas, sur les conseils pressant de Rosseel qui le conjure de passer aux aveux, la justice divine étant bien moins clémente que celle des hommes, cède enfin et fait des aveux complet depuis sa cellule. Le procès se termine, les deux hommes sont condamnés à mort. Le 18 février 1848, un échafaud est construit de nuit à proximité de la porte de Hal. Vers six heures trente une charrette arrive depuis la prison des Carmes et traverse la foule venue nombreuse. Des cavaliers de la gendarmerie tentent péniblement d'ouvrir un passage au cortège. Les deux hommes descendent sous les huées de la foule, ils s'étreignent une dernière fois. Guillaume Vandenplas est aussitôt guillotiné suivi de François Rosseel, ce qui constitue dira la presse d'époque, « le dernier acte du drame sanglant de la place Saint-Géry,. »